# Conophyma bienkoi
Conophyma bienkoi är en insektsart som beskrevs av Leo L. Mishchenko 1937. Conophyma bienkoi ingår i släktet Conophyma och familjen Dericorythidae. Inga underarter finns listade i Catalogue of Life.